# Henrique II, Marquês da Marca Oriental Saxã
Henrique II (1103-1123) foi o Marquês de Meissen e da Marca Oriental Saxã  (como Lusizensis marchio: marquês de Lusacia) desde o seu nascimento até a sua morte. Ele era o filho póstumo do marquês Henrique I e de Gertrudes de Brunswick, filha de Egbert I de Meissen. Ele foi, por herança, o Conde de Eilenburg. Ele foi o segundo marquês de Meissen da Casa de Wettin.
Ele inicialmente esteve sob a regência de seu tio - Thimo. Ele morreu jovem e sem filhos em 1123. Suas terras foram herdadas por sua meia-irmã Ricarda de Northeim. Ele deixou uma viúva, Adelaide, filha de Lothair Udo III, Marquês da Marca do Norte. A sucessão das marcas foi disputada após a sua morte.